# أنجيلا لويج
أنجيلا لويج (بالإسبانية: Ángela Loij)‏ ولدت (حوالي عام 1900 - 28 مايو 1974) في شمال ريو غراندي وهي من هنود الأونا وتعد آخر امرأة هندية من هنود أونا، كانت تتحدث لغتهم وبموتها إنقرضت لغة الشونان.